# 산드로 라미레스
산드로 라미레스 카스티요(스페인어: Sandro Ramírez Castillo, 1995년 7월 9일 ~ )는 스페인의 축구 선수로, 현재 스페인 라리가의 라스팔마스에서 뛰고 있다. 포지션은 공격수이다.
그는 바르셀로나에서 첫 축구 경력을 시작하였다.

## 클럽 경력

### 바르셀로나
카나리아 제도 라스팔마스에서 태어난 산드로 라미레즈는 2009년 라스팔마스 유소년 팀의 일원이 되었고, 14세에 바르셀로나 유소년 팀에 합류하였다.
2013년 6월 10일, 바르셀로나 B로 승격되었다.
2013년 8월 17일, 세군다 디비전 챔피언쉽 경기에서 CD 미란데스를 상대로 프로 데뷔를 했다.
2014년 8월 31일, 바르셀로나에서 비야 레알을 상대로 라 리가 데뷔를 했다.
2014년 10월 21일, AFC 아약스를 상대로 UEFA 챔피언스 리그에서 처음으로 데뷔했다.

### 말라가
2016년 7월 7일, 말라가 CF로 3년 계약을 맺었다.

### 에버턴
2017년 7월 3일, 520만 파운드의 금액으로 에버턴에 입단했다.